# Grand Prix Formule 1 van Groot-Brittannië 1986
De Grand Prix Formule 1 van Groot-Brittannië 1986 werd gehouden op 13 juli 1986 op Brands Hatch.

## Uitslag
| Positie | Nummer | Rijder             | Team                   | Ronden | Tijd/Opgave         | Startplaats | Punten |
| ------- | ------ | ------------------ | ---------------------- | ------ | ------------------- | ----------- | ------ |
| 1       | 5      | Nigel Mansell      | Williams-Honda         | 75     | 1:30:38.471         | 2           | 9      |
| 2       | 6      | Nelson Piquet      | Williams-Honda         | 75     | + 5.574             | 1           | 6      |
| 3       | 1      | Alain Prost        | McLaren-TAG            | 74     | + 1 Ronde           | 6           | 4      |
| 4       | 25     | René Arnoux        | Ligier-Renault         | 73     | + 2 Rondes          | 8           | 3      |
| 5       | 3      | Martin Brundle     | Tyrrell-Renault        | 72     | + 3 Rondes          | 11          | 2      |
| 6       | 4      | Philippe Streiff   | Tyrrell-Renault        | 72     | + 3 Rondes          | 16          | 1      |
| 7       | 11     | Johnny Dumfries    | Lotus-Renault          | 72     | + 3 Rondes          | 10          |        |
| 8       | 8      | Derek Warwick      | Brabham-BMW            | 72     | + 3 Rondes          | 9           |        |
| 9       | 14     | Jonathan Palmer    | Zakspeed               | 69     | + 6 Rondes          | 22          |        |
| NC      | 18     | Thierry Boutsen    | Arrows-BMW             | 62     | Not Classified      | 13          |        |
| NF      | 16     | Patrick Tambay     | Lola-Ford              | 60     | Versnellingsbak     | 17          |        |
| NF      | 27     | Michele Alboreto   | Ferrari                | 51     | Turbo               | 12          |        |
| NF      | 24     | Alessandro Nannini | Minardi-Motori Moderni | 50     | Stuurfout           | 20          |        |
| NF      | 19     | Teo Fabi           | Benetton-BMW           | 45     | Benzinesysteem      | 7           |        |
| NF      | 7      | Riccardo Patrese   | Brabham-BMW            | 39     | Motor               | 15          |        |
| NF      | 12     | Ayrton Senna       | Lotus-Renault          | 27     | Versnellingsbak     | 3           |        |
| NF      | 29     | Huub Rothengatter  | Zakspeed               | 24     | Motor               | 25          |        |
| NF      | 23     | Andrea de Cesaris  | Minardi-Motori Moderni | 23     | Elektrisch probleem | 21          |        |
| NF      | 20     | Gerhard Berger     | Benetton-BMW           | 22     | Elektrisch probleem | 4           |        |
| NF      | 15     | Alan Jones         | Lola-Ford              | 22     | Gaspedaal           | 14          |        |
| NF      | 28     | Stefan Johansson   | Ferrari                | 20     | Motor               | 18          |        |
| NF      | 2      | Keke Rosberg       | McLaren-TAG            | 7      | Versnellingsbak     | 5           |        |
| NF      | 26     | Jacques Laffitte   | Ligier-Renault         | 0      | Botsing             | 19          |        |
| NF      | 17     | Christian Danner   | Arrows-BMW             | 0      | Botsing             | 23          |        |
| NF      | 21     | Piercarlo Ghinzani | Osella-Alfa Romeo      | 0      | Botsing             | 24          |        |
| NF      | 22     | Allen Berg         | Osella-Alfa Romeo      | 0      | Botsing             | 26          |        |

## Statistieken
| Pole-position | Nelson Piquet | Williams-Honda | 1:06.961 |
| Snelste ronde | Nigel Mansell | Williams-Honda | 1:09.593 |

## Noot
- Jacques Laffite moest zijn Formule 1-carrière beëindigen na een zware crash waarbij hij beide benen brak. Hij evenaarde in deze race Graham Hill als de meest ervaren coureur met 176 Grand Prix-starts.
- Vijfde snelste ronde voor Nigel Mansell.

1926 · 1927 · 1948 · 1949 · 1950 · 1951 · 1952 · 1953 · 1954 · 1955 · 1956 · 1957 · 1958 · 1959 · 1960 · 1961 · 1962 · 1963 · 1964 · 1965 · 1966 · 1967 · 1968 · 1969 · 1970 · 1971 · 1972 · 1973 · 1974 · 1975 · 1976 · 1977 · 1978 · 1979 · 1980 · 1981 · 1982 · 1983 · 1984 · 1985 · 1986 · 1987 · 1988 · 1989 · 1990 · 1991 · 1992 · 1993 · 1994 · 1995 · 1996 · 1997 · 1998 · 1999 · 2000 · 2001 · 2002 · 2003 · 2004 · 2005 · 2006 · 2007 · 2008 · 2009 · 2010 · 2011 · 2012 · 2013 · 2014 · 2015 · 2016 · 2017 · 2018 · 2019 · 2020 · 2021 · 2022 · 2023 · 2024 · 2025 · 2026 · 2027 · 2028 · 2029 · 2030 · 2031 · 2032 · 2033 · 2034